# 松崎站 (福岡縣)
松崎站（日语：／ Matsuzaki eki */?）是位於福岡縣小郡市松崎，甘木鐵道甘木線車站。

## 歷史
- 1939年（昭和14年）4月28日 - 國鐵甘木線基山站至甘木站之間開通，筑後松崎站（日语：／）啟用。
- 1986年（昭和61年）4月1日 - 由甘木鐵道接管車站，成為甘木鐵道甘木線車站，同時車站改名為松崎站[1]。在國鐵時代撤走的交會設備重開，成為設有1面2線的月台[1]。

## 車站構造
車站是一座地面車站，設有1面2線的島式月台。簡易的車站大樓是以預製組件組成。在甘木鐵道接管當初為有人車站，在1年後成為無人車站。此站沒有廁所。

### 月台
| 月台         | 路線    | 上下行 | 方向             | 備註 |
| ------------ | ------- | ------ | ---------------- | ---- |
| 車站大樓一方 | ■甘木線 | 上行   | 小郡、基山方向   |      |
| 對面         | ■甘木線 | 下行   | 太刀洗、甘木方向 |      |

## 使用狀況
在2008年度1日平均乘車人次為431人。
在2015年度1日平均乘車人次為394人。
| 乘車人次變化 | 乘車人次變化 |
| 年度         | 1日平均人次  |
| ------------ | ------------ |
| 2008年       | 431          |
| 2009年       |              |
| 2010年       |              |
| 2011年       | 391          |
| 2012年       | 377          |
| 2013年       | 416          |
| 2014年       | 410          |
| 2015年       | 394          |
| 2016年       | 371          |
| 2017年       | 368          |
| 2018年       | 355          |

## 車站周邊
- 靈鷲寺（日语：霊鷲寺 (小郡市)）
- 松崎郵局
- 福岡縣立三井高等學校（日语：福岡県立三井高等学校）
- 國道500號
- 大分自動車道

## 相鄰車站
甘木鐵道
■甘木線
大板井－松崎－今隈

## 注腳
1. 1 2  . 鐵道雜誌 (鐵道雜誌社). 1987-08, 21 (10): 98–101 （日语）.
2. ↑  小郡市資料盒 （交通・通信） 甘木鐵道各站的乘車人次的變化
3. ↑  佐賀縣統計年鑑 （運輸和通信）